# Landhaus Behrend

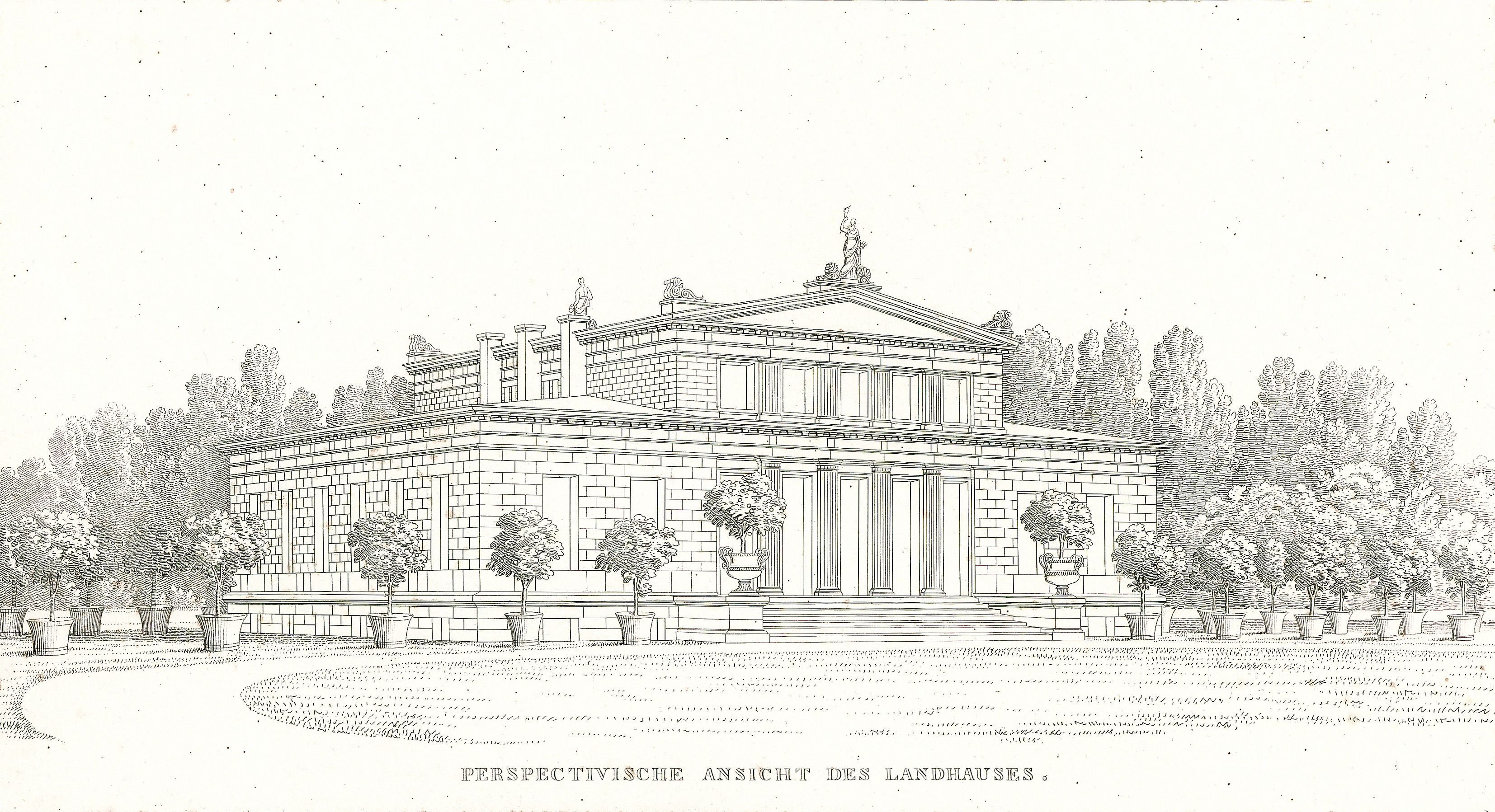
Landhaus Behrend aus Schinkels Sammlung architektonischer Entwürfe

Das Landhaus Behrend (auch: Wartenbergsches Palais) war ein repräsentativer Sommerwohnsitz mit Parkgrundstück südöstlich vom Schloss Charlottenburg. Das Gebäude wurde 1822 von Karl Friedrich Schinkel für den Bankier Louis Bacher Be(h)rend entworfen und fiel um 1905 der Verlängerung der Kaiser-Friedrich-Straße zum Opfer.

## Geschichte

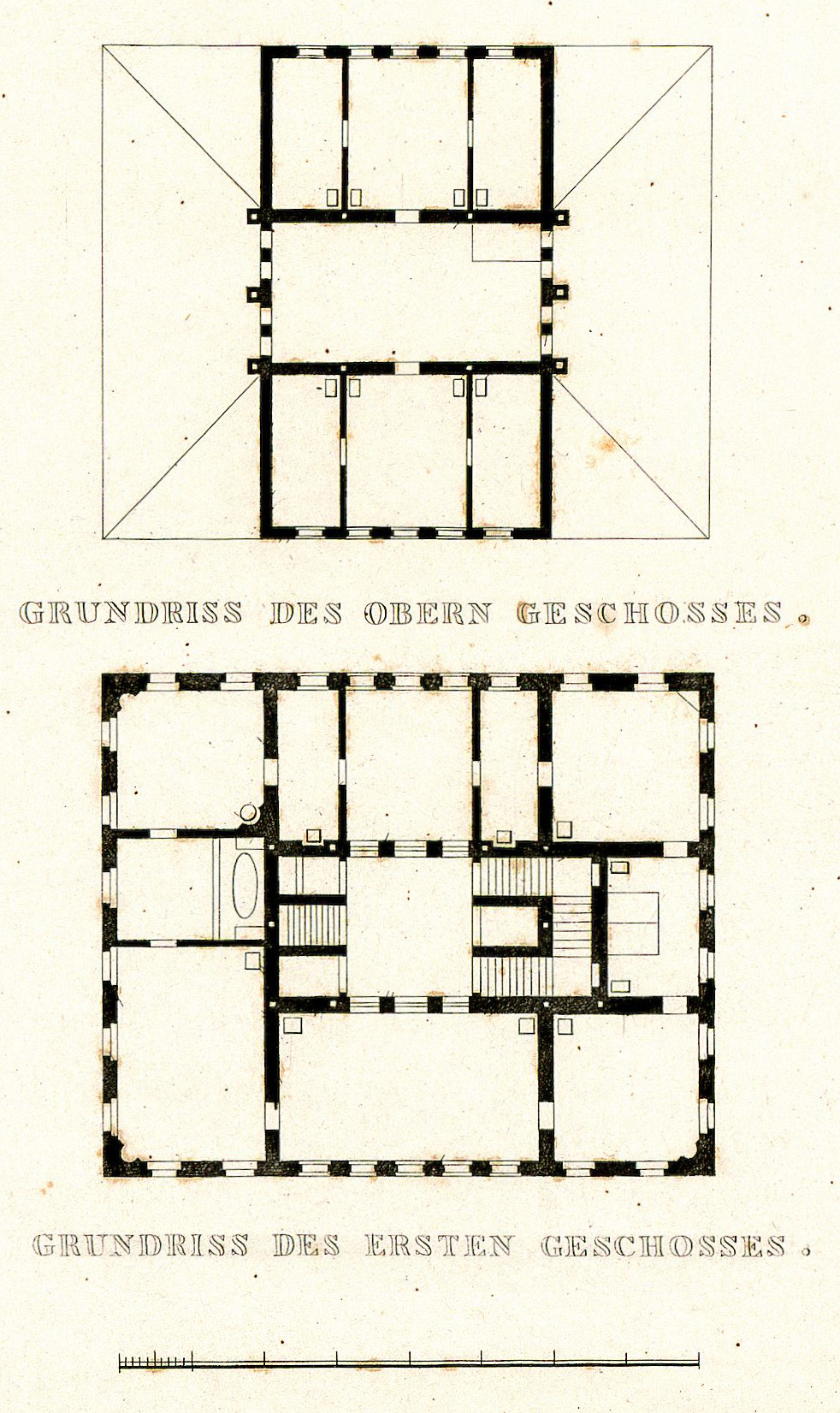
Grundriss des Landhauses

Nach dem Abzug der napoleonischen Truppen hatte König Friedrich Wilhelm III. Mühe, die Unterhaltung des Schlossparks Charlottenburg zu finanzieren. Aus diesem Grunde ordnete er per Kabinettsorder am 24. März 1810 die öffentliche Versteigerung des südöstlich vom Luisenplatz gelegenen königlichen Küchengartens an.
Am 7. Mai 1810 ging das über elf Morgen große Gelände zum Preis von 3805 Taler an den Bankier Moses Levy, der es für seinen Sohn Ferdinand Moritz Delmar erstanden hatte. Zehn Jahre später ging das Anwesen an den Bankier Louis Bacher Berend über. Dieser kaufte für 3000 Taler ein auf demselben Gelände stehendes, aber 1810 für die Schlossverwaltung vorbehaltenes Magazingebäude (das alte Orangeriehaus) samt dem dahinter gelegenen Schloss-Spritzenhaus dazu. 1823 entstand schließlich das „Landhaus“ (siehe Abbildung) nach den Plänen von Karl Friedrich Schinkel.
Bald darauf veräußerte Berend das Anwesen an den Grafen Wilhelm Werner Georg von Hacke. Dieser beantragte kurz darauf die Erlaubnis, eine Lotterie abzuhalten, zu deren Hauptgewinn das Landhaus („Lustschloss Charlottenburg“) gehörte. Es folgten weitere Besitzerwechsel in schneller Folge, bis das Anwesen 1835 ins Eigentum der Familie Wartenberg übergeht. Als Fideikommiss verkam das Gelände zusehends, so schrieb Friedrich Hückstedt 1904 in seinem Stadtführer:

„Zur Linken auf unserer Wanderung durch die Berliner Straße erblicken wir hinter einer halb verfallenen Mauer einen mit alten Bäumen bestandenen Park. Ein kleines Landhaus erhebt sich inmitten dieses wenig gepflegten Geländes. Es ist das Grundstück der von Wartenberg’schen Familie, ein Fideikommiss. Zur Zeit Friedrich Wilhelms II. bildete es einen Teil des Königl. Küchengartens. Wilhelm III. verkaufte das Terrain an den Bankier Levy für 4000 Taler zu einer Zeit als Napoleon schwere Opfer von dem Vaterland erheischte. Später ging es in den Besitz der heutigen Eigentümer über. Nur der Gärtner bewohnt das Landhaus. Gegenwärtig schweben Unterhandlungen zwischen den Besitzern und der Stadtverwaltung, welch letztere das Gelände zur Anlegung einer neuen Straße, welche die Fortsetzung der Kaiser-Friedrich-Straße bilden soll, ankaufen möchte. Noch einige Jahre und auch dieser schöne Park wird menschlichen Wohnstätten Platz gemacht haben.“

Tatsächlich wurde das Gelände schließlich von der Stadt Charlottenburg übernommen und parzelliert. Das Landhaus wurde für den Durchstich der Kaiser-Friedrich-Straße abgerissen. Zwischen Luisenplatz und Schustehrusstraße mussten auf der Westseite fünf zusätzliche Hausnummern über „a“-Anhänge (1a, 2a, 3a usw.) realisiert werden, um eine gänzliche Neunummerierung der noch recht jungen Straße zu vermeiden. Auf der Ostseite konnte man wegen der Hufeisennummerierung einfach ab Hausnummer 103 weiterzählen. Mit der Verlängerung der Kaiser-Friedrich-Straße legte die Stadt auch die südliche Lohmeyerstraße an.
Der Park zog sich ursprünglich von der heutigen Schustehrusstraße im Süden bis zum Luisenplatz im Norden, von der Nithackstraße im Westen bis zur Gierkezeile im Osten (siehe unbebauter Bereich auf der Karte von 1905). Die ursprüngliche Ausdehnung des Wartenbergschen Grundstücks kann noch heute im Kataster über die alten Flurstücksnummern 208, 211 und 212 nachvollzogen werden.

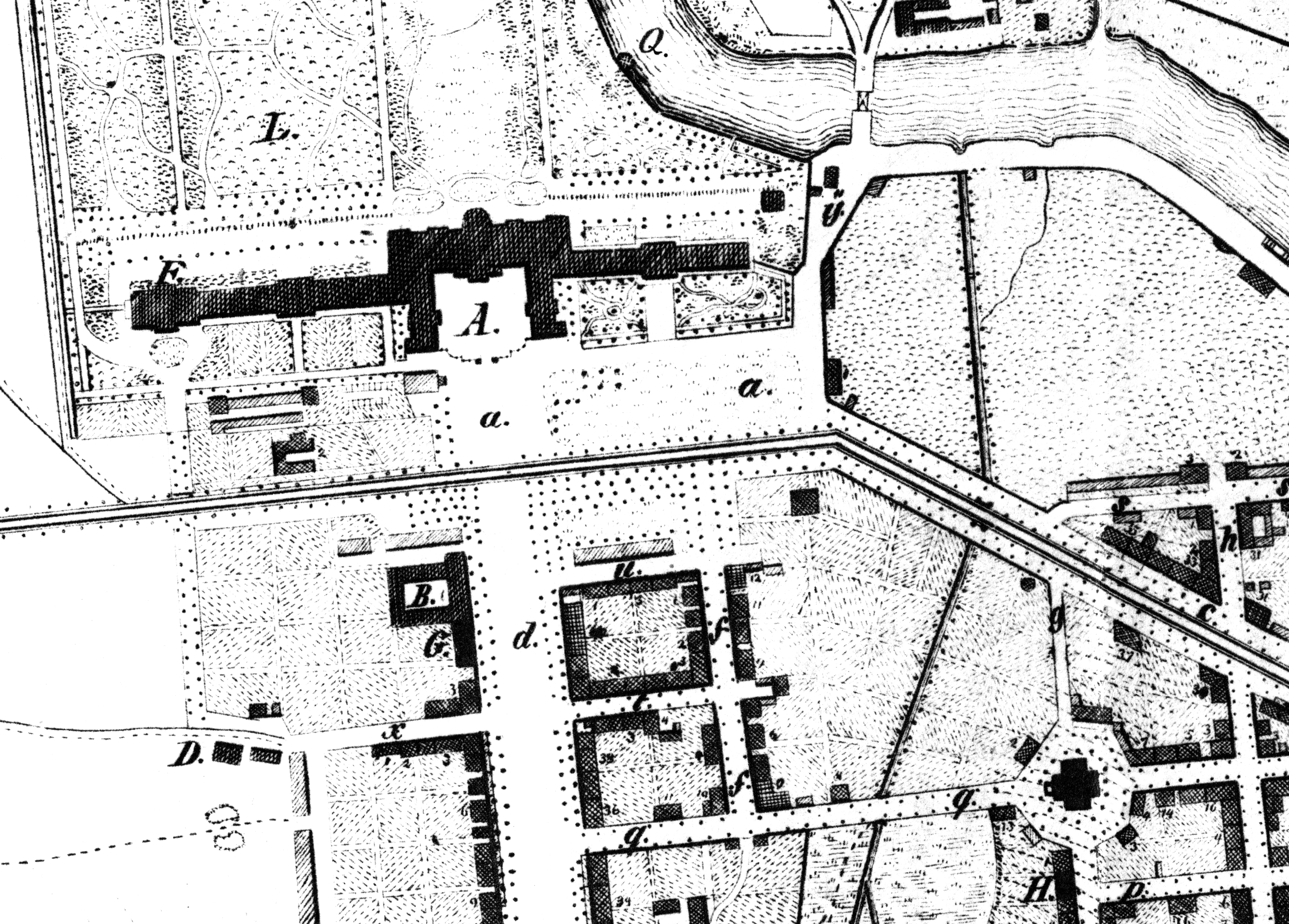
Lage des Landhauses Behrend (südwestlich vom Luisenplatz) auf einer Karte von 1824.
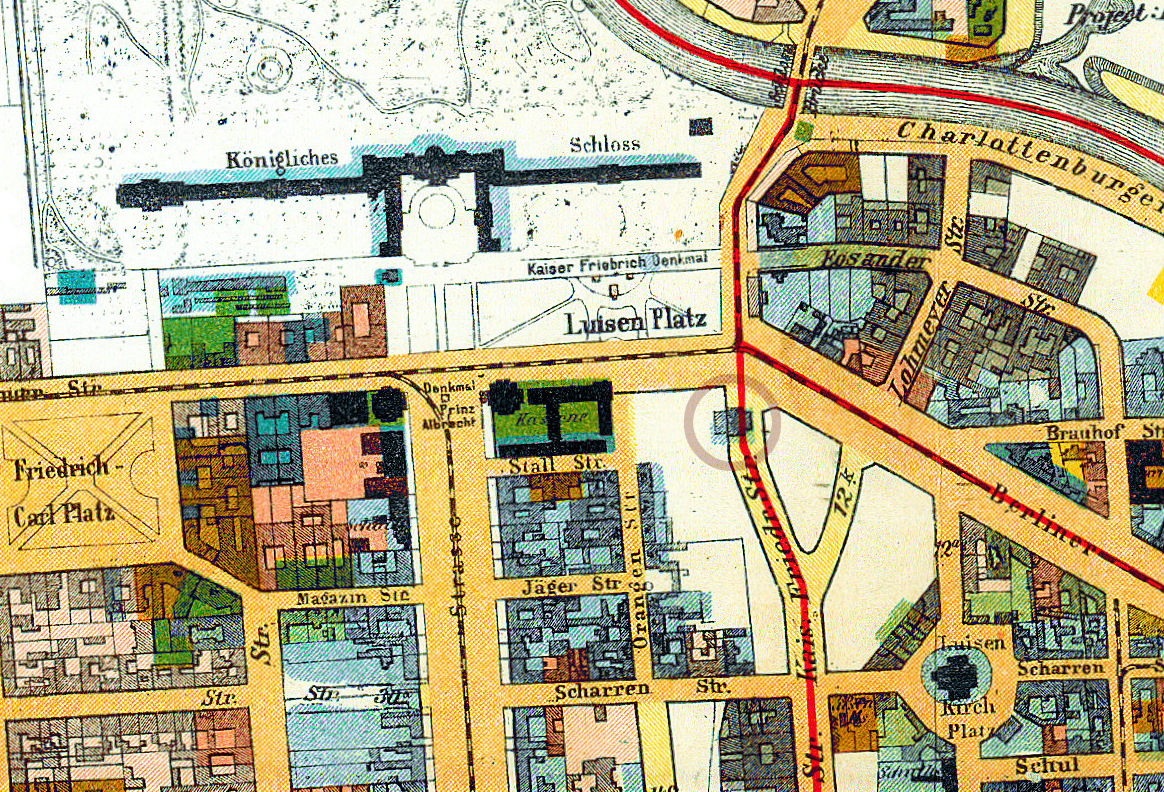
Lage vor dem Abriss mit projektierter Verlängerung der Kaiser-Friedrich-Straße
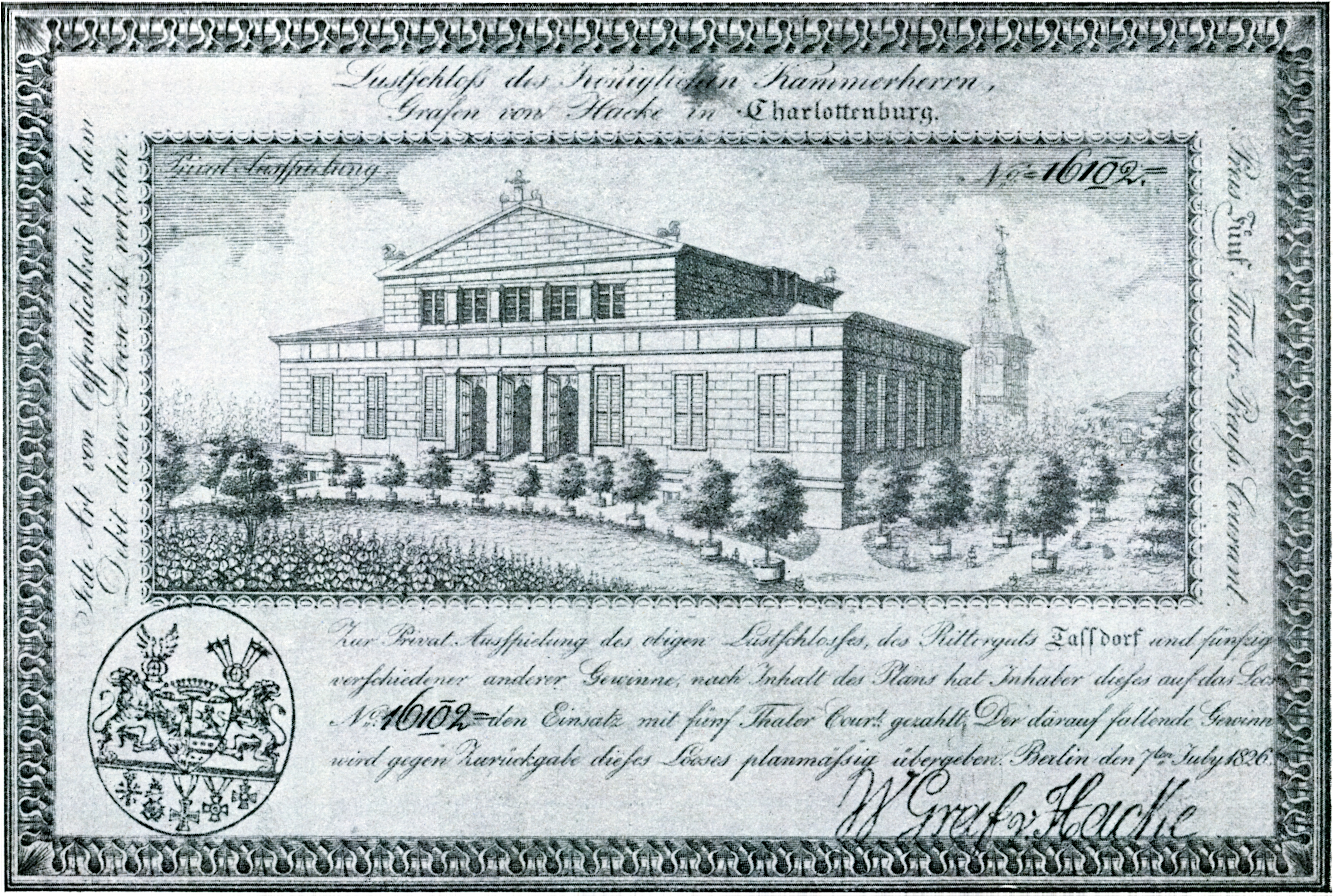
Lotterielos des Grafen von Hacke
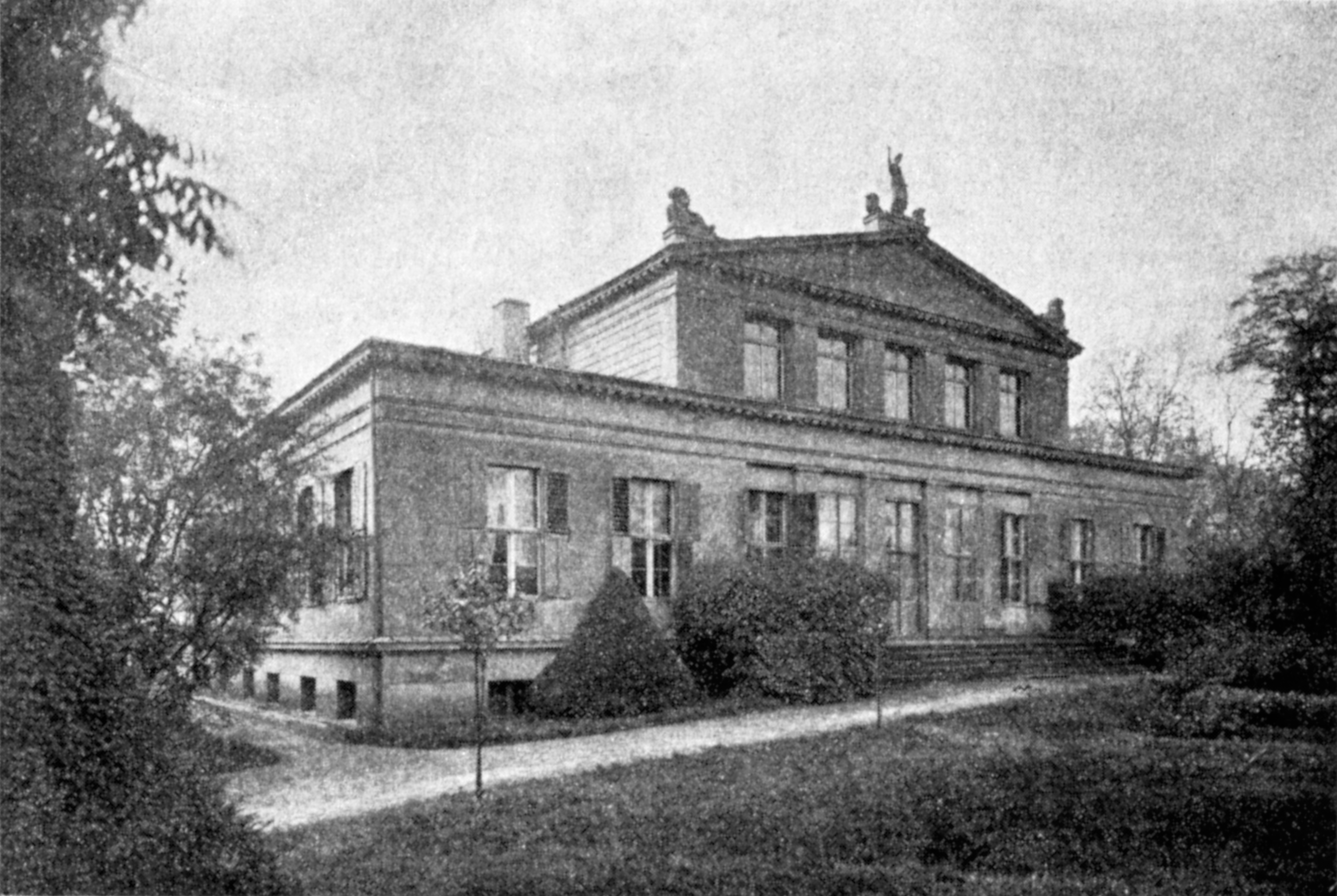
Das Landhaus Behrend nicht lange vor dem Abriss